# Râul Cosmina
Râul Cosmina este un curs de apă, afluent al râului Mislea. 

## Hărți
- Harta Județului Prahova